# Mucroplana caelata
Famille
Genre
Espèce
Mucroplana caelata est une espèce de vers plats, la seule du genre Mucroplana et de la famille Mucroplanidae. Cette famille appartient à la super-famille des Leptoplanoidea, au sous-ordre des Acotylea et à l'ordre des Polycladia. Mucroplana caelata vit dans les îles Galápagos.

## Systématique
Les noms valides complets (avec auteur) de ces taxons sont :
- pour la famille : Mucroplanidae Faubel, 1983[1]
- pour le genre : Mucroplana Sopott-Ehlers & Schmidt, 1975[1]
- pour l'espèce : Mucroplana caelata Sopott-Ehlers & Schmidt, 1975[1]